# Pro Evolution Soccer 2008
Pro Evolution Soccer 2008 (PES 2008), позната као World Soccer: Winning Eleven 2008 у Азији и понекад називана World Soccer: Winning Eleven 11 11 (PS2) у Северној Америци, је асоцијацијска фудбалска видео игра у серији Pro Evolution Soccer направљена од стране Конамија. Игра је најављена 18. јуна 2007. Њен наслов се разликује од осталих Pro Evolution Soccer игара по томе што је година, а не верзија; ово је било због тога што је FIFA серијал компаније EA Sports именовао своје наслове двоцифреним бројевима (тј. 07, 08) и у закључку би се чинило да је PES био годину дана иза FIFA-е (за оне који нису фанови који нису знали о претходним играма франшизе). Објављен је за Виндовс, Wii, Нинтендо ДС, Плејстејшн 3, Плејстејшн 2, Плејстејшн Портабл, Xbox 360 и мобилне уређаје. Игра је продата у 6.37 million јединица широм света. Игрицу PES 2008 је наследио Pro Evolution Soccer 2009. Ово је била прва игра у серији која је објављена за PS3 и Wii, као и прва игра у серији која је била међународно доступна на Нинтендо кућној конзоли.

## Wii верзија
Нинтендо Wii верзија PES 2008 (названа Winning Eleven Play Maker 2008 у Јапану) радикално се разликује од осталих верзија. Основна игра је усредсређена на усмеравање Wii Remote-а ка екрану и усмеравање играча превлачењем помоћу курсора на екрану, а прелазак се врши једноставним показивањем на жељени простор или играч и притиском на дугме. Ово омогућава тактички приступ игри, јер постоји скоро потпуна слобода у померању било ког играча на екрану било где, а много више тактика и маневара се може користити у нападној игри него икада раније.
Ова верзија изоставља режим Master League за Champions Road, који омогућава играчу да обиђе низ различитих лига широм Европе, а када се добије утакмица, могуће је придобити играче из поражених тимова. Такође, садржи онлајн режим који је Конами назвао „најбољим онлајн искуством“ у поређењу са другим верзијама.

## Тимови

### Нелиценциране лиге
Лиге у наставку су делимично нелиценциране, а неки тимови из ових лига су нелиценцирани:
- Premier League

### Лиценциране лиге
Лиге у наставку су потпуно лиценциране, а сви тимови из ових лига су лиценцирани:
- La Liga Santander
- Ligue 1
- Serie A
- Eredivisie

### Генерички тимови
Постоји и посебна лига са 18 генеричких тимова (Тим А, Тим Б итд.), који се могу мењати у потпуности, као у претходној игри. Сматра се да је то због чињенице да Конами није успео да добије права на немачку Бундеслигу, и обично га произвођачи печова претварају у Бундеслигу или другу лигу по жељи. Међутим, већина људи ово користи да своје уређене играче стави у тимове за игру од самог почетка уместо да морају да играју кроз Мастер лигу да би их купили или алтернативно уређивали постојеће негенеричке тимове. Ова функција се не појављује у Wii верзији игре.

## Омоти
Играч Португала и (у то време) Манчестер јунајтеда Кристијано Роналдо је укључен на све насловнице PES 2008, заједно са нападачем Њукасл јунајтеда Мајклом Овеном у Великој Британији, голманом Јувентуса Ђанлуиђијем Буфоном у Италији, дефанзивцем Вест Хема Јунајтеда Лукасом Нилом у Аустралији и Челсијевим нападачем Дидије Дрогбом у Француској. Такође у јапанској верзији, омот има само Кристијана Роналда.

## Коментатори
Џон Чемпион и Марк Лоренсон дају коментаре на енглеском по први пут, замењујући дугогодишњи тим за коментарисање Питера Бреклија и Тревора Брукинга, који су коментарисали од Pro Evolution Soccers 2 до Pro Evolution Soccers 6. Такође у јапанској верзији, Јон Кабира и Цујосхи Китазава настављају као коментатори међу Масахиром Фукудом, а репортер са терена био је Флорент Дабадие.

## Пријем
Игра је наишла на позитиван до веома мешан пријем. GameRankings и Метакритик су му дали оцену од 83,60% и 83 од 100 за Wii верзију; 82,58% и 82 од 100 за Плејстејшн 2 верзију; 79,74% и 80 од 100 за Плејстејшн Портабл верзију; 78,50% за компјутерску верзију; 75,53% и 76 од 100 за Xbox 360 верзију; 73,46% и 74 од 100 за Плејстејшн 3 верзију; и 58,57% и 58 од 100 за ДС верзију.
Издања Pro Evolution Soccer 2008 за Плејстејшн 2 и Xbox 360 су добила „Платинасту“ награду за продају од Удружења издавача софтвера за забаву и слободно време (ЕЛСПА), што указује на продају од најмање 300.000 примерака по верзији у Уједињеном Краљевству. Pro Evolution Soccer 2008 продат је у приближно 104.654 примерака од свог дебија у Јапану. Дебитовао је на #5 у УК листи игара пре него што је прешао на #3 у другој недељи након повећања продаје од 34%. Награђена је за најбољу спортску игру за Wii од стране ИГН-а у својим наградама за видео игре 2008. Такође је номинована за Вии игру године од стране ИГН-а.